# شوتو ناکاهارا
شوتو ناکاهارا (انگلیسی: Shuto Nakahara؛ زادهٔ ۲۹ اکتبر ۱۹۹۰) بازیکن فوتبال اهل ژاپن است.
از باشگاه‌هایی که در آن بازی کرده‌است می‌توان به باشگاه فوتبال آویسپا فوکوئوکا اشاره کرد.